# روبرتو غونزاليس
روبرتو غونزاليس (بالإسبانية: Roberto González) (11 أبريل 1974 سان فرانسيسكو، قرطبة الأرجنتين - ) هو لاعب كرة قدم أرجنتيني يلعب كلاعب وسط.